# Peristedion thompsoni
Peristedion thompsoni är en fiskart som beskrevs av Fowler 1952. Peristedion thompsoni ingår i släktet Peristedion och familjen Peristediidae. Inga underarter finns listade i Catalogue of Life.